# Brahminuggla
Brahminuggla (Athene brama) är en liten asiatisk uggla som är vanligt förekommande i öppna miljöer och som anpassat sig att även leva i atypiska miljöer, till exempel städer.

## Kännetecken

### Utseende
Brahminugglan är en liten och satt fågel, knappt 21 centimeter lång. Ovansidan är gråbrun och kraftigt vitfläckig, medan undersidan är brunstreckat vit. I det bleka ansiktet syns gul iris, vitt halsband och vita ögonbrynsstreck. Nominatformen är mörkare än bleka former som indica som förekommer i torrare regioner. Flykten är båglik.

### Läte
Brahminugglans läte är ett hård, högljutt kacklande och spinnande tjirurr-tjirurr-tjirur och på slutet ett tjiruack-tjirauck. Den låter mest under tidig gryning eller precis efter solnedgången.

## Utbredning och systematik
Brahminuggla delas vanligen in i fem underarter med följande utbredning:
- Athene brama indica – förekommer från Iran till norra och centrala Indien, Bhutan och Bangladesh
- Athene brama ultra – förekommer i Assam i nordöstra Indien
- Athene brama brama – förekommer i södra Indien
- Athene brama pulchra – förekommer i centrala och södra Myanmar samt södra Kina
- Athene brama mayri – förekommer i norra och östra Myanmar, Thailand, södra Laos, Kambodja och södra Vietnam

## Levnadssätt
Brahminugglan är mestadels nattlevande, men kan vara aktiv även dagtid. När den störs under dagsvilan knycker den på huvudet och stirrar på fridstöraren.

### Föda
Fågeln lever av insekter och små ryggradsdjur. I Pakistan i gränslandet mellan jordbruksbygd och sandig ödemark har den noterats ta mest insekter, medan den i arida Jodhpur i indiska Rajastan hellre tar gnagare, framför allt möss. Fladdermöss, paddor och små ormar som Ramphotyphlops braminus har också noterats, liksom skorpioner och mollusker.

### Häckning
Fågeln häckar mellan november och april. Den häckar i håligheter, ofta i konkurrens med majnor, blåkråkor och parakiter, men även i jordbankar. Vanligtvis lägger den tre till fyra runda vita ägg. Ungarna matas i början med insekter som kackerlackor och senare små ryggradsdjur som möss. Oftast bir endast en eller två av ungarna flygga och lämnar boet inom en månad. Bon nära bebyggelse kan visa större häckningsframgång på grund av större tillgång på föda.

## Status och hot
Arten har ett stort utbredningsområde och en stor population med stabil utveckling som inte tros vara utsatt för något substantiellt hot. Utifrån dessa kriterier kategoriserar internationella naturvårdsunionen IUCN arten som livskraftig (LC). Världspopulationen har inte uppskattats men den beskrivs som vanlig i större delen av utbredningsområdet.

## Namn
På svenska har arten även kallats fläckig minervauggla.

## Bilder

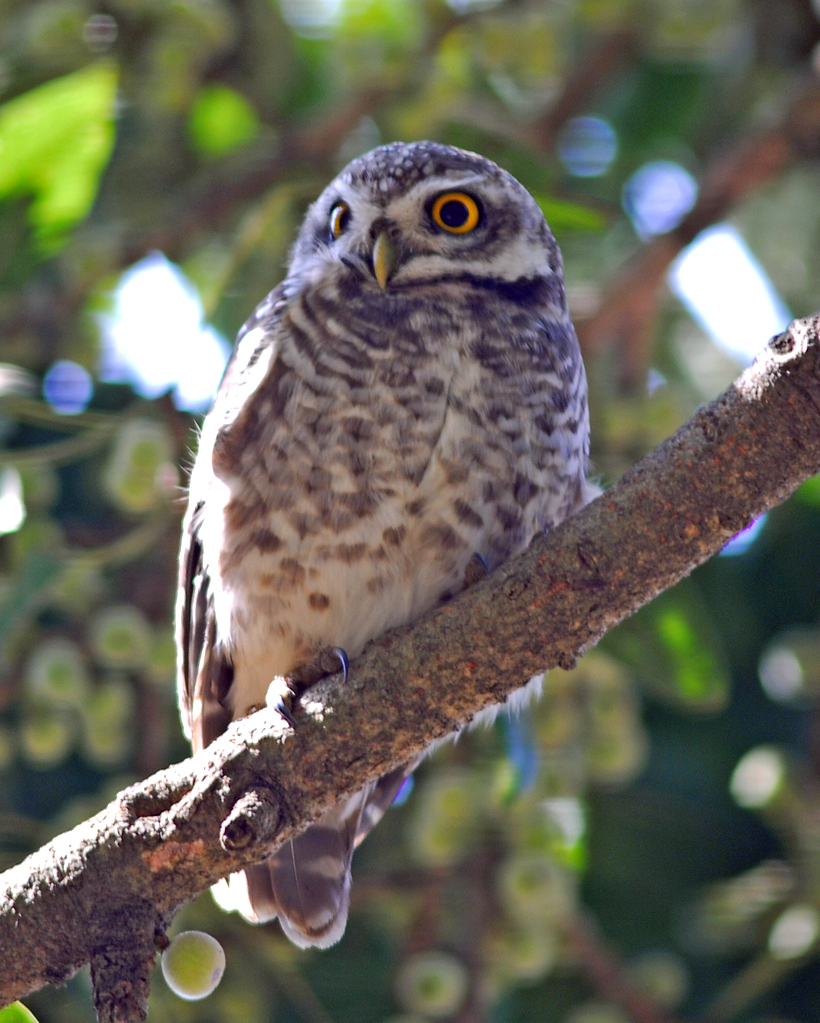
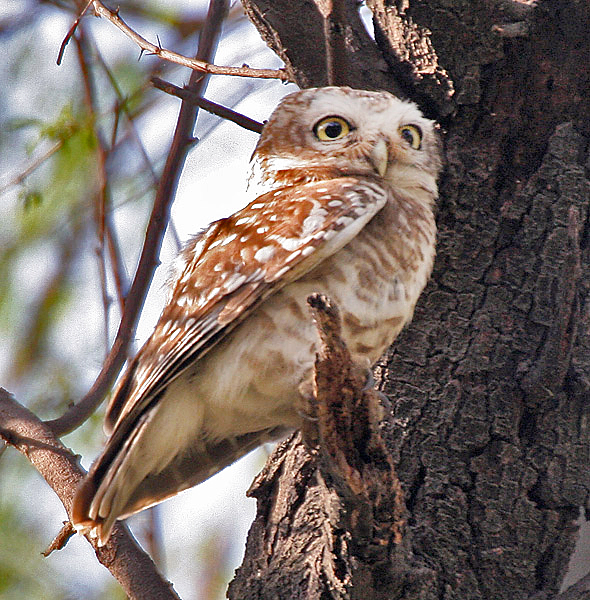
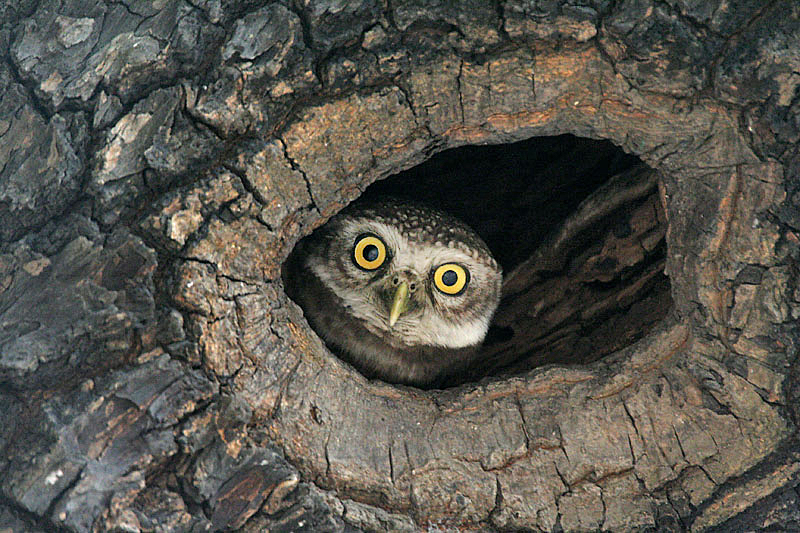
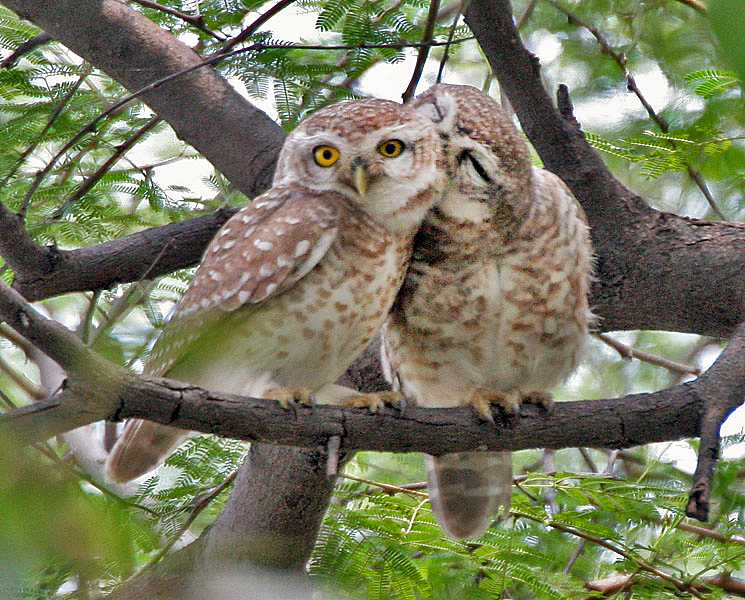